# Tân Thủy, Lệ Thủy
Tân Thủy là một xã thuộc huyện Lệ Thủy, tỉnh Quảng Bình. Xã Tân Thủy nằm về phía Đông Nam huyện Lệ Thủy, cách thị trấn Kiến Giang chừng 5 km; nằm về phía Nam tỉnh Quảng Bình, cách thành phố Đồng Hới 40 km; cách biển 4 km đường chim bay. Xã có Quốc lộ 1A chạy qua phía Đông Bắc và đường sắt Bắc Nam chạy qua phía Tây Nam. Xã cách Quốc lộ 15A - Đường Hồ Chí Minh chừng 8 km vì vậy rất thuận lợi cho sự phát triển kinh tế, xã hội.

## Địa lý
Xã Tân Thủy nằm về phía đông nam huyện Lệ Thủy, cách thị trấn Kiến Giang khoảng 5 km, nằm về phía nam tỉnh Quảng Bình, cách thành phố Đồng Hới 40 km, cách biển 4 km đường chim bay, có vị trí địa lý:
- Phía đông giáp xã Hưng Thủy và xã Cam Thủy
- Phía bắc giáp xã Dương Thủy
- Phía tây giáp xã Dương Thủy và xã Thái Thủy
- Phía nam giáp xã Sen Thủy.

Xã Tân Thủy có diện tích 19,86 km², dân số năm 2019 là 5.740 người, mật độ dân số đạt 289 người/km².

## Hành chính
Xã Tân Thủy được chia thành 12 thôn: Tân Đa, Tân Lộc, Tân Lực, Tân Truyền, Tân Thịnh, Tân Lỵ, Tân Bằng, Tân Thái, Tân Lạc, Tân Ninh, Tân Hạ, Tân Hoà.

## Lịch sử hình thành và tên gọi
Vào khoảng cuối TK 16 - đầu TK 17, chiến tranh Trịnh - Nguyễn xảy ra, sông Gianh được chọn làm ranh giới phân chia giữa Đàng Trong - Đàng Ngoài. Một phần dân cư ở vùng sông Gianh di cư vào vùng đất Tân Thủy ngày nay để khai hoang, lập đồn điền và sinh sống tại đây. Người dân Tân Thủy ngày nay có nguồn gốc từ vùng sông Gianh.
Năm 1913, dưới Triều đại thuộc địa nửa phong kiến nhà Nguyễn, xã Duy Tân chính thức được thành lập. Với hai làng là làng Trong (sau là làng Trung Lực) và làng Ngoài (sau là làng Mỹ Thổ). Địa giới xã Duy Tân ngày đó cơ bản được giữ nguyên cho đến tận ngày nay.
Trước năm 1945, xã Duy Tân là nơi sinh sống của cư dân hai làng: Trung Lực (tổng Mỹ Trạch) và Mỹ Thổ (tổng Thủy Liên). Thuộc phủ Phong Lộc, tỉnh Quảng Bình.
Từ năm 1913, sau khi được thành lập với tên gọi là xã Duy Tân (tên của một vị vua yêu nước Triều Nguyễn). Đến tận năm 1975, khi đất nước hoàn toàn thống nhất, xã Duy Tân mới được đổi tên thành xã Tân Thủy như ngày nay.

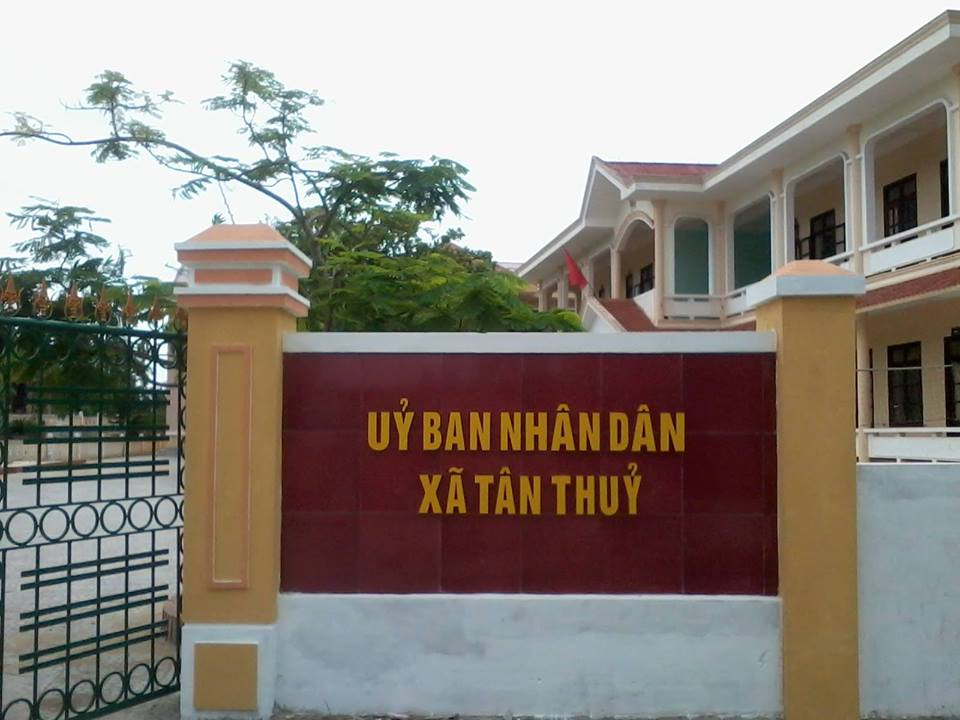
UBND xã Tân Thủy

Tên gọi xã Tân Thủy như ngày nay là tên gọi thứ 2 kể từ khi xã chính thức được thành lập. Như vậy, qua 103 năm hình thành và phát triển thì tên gọi Duy Tân tồn tại qua 62 năm và tên gọi Tân thủy tồn tại đến nay là 41 năm.

## Thể thao

### Bóng đá
Vào những năm của thập niên 2000, Tân Thủy năm nào cũng có phong trào đá bóng thường niên Lễ 02-09 ở sân bóng Tân Ninh, nhưng đã tạm dừng vô thời hạn từ năm 2012 sau trận chung kết được gọi là siêu kinh điển của giải đấu: Tân Ninh FC thua luân lưu FC Hưng Thủy. Mỗi một mùa lễ 02-09 là một mùa lễ hội bóng đá thật sự của bà con toàn xã và các đội bóng khách mời. Sân Tân Ninh sau 1 thời gian dài cho cá nhân khác thuê thì đến thời điểm hiện tại đã được bàn giao lại cho thôn và tu sửa lại rất hoành tráng. Và cũng là để chuẩn bị đón những những nhịp bóng lăn trên sân huyền thoại này.
Thời gian dịp đầu xuân và vài sự kiện giữa năm, ở sân 5 người Hoàng Thịnh của Tân Hạ có tổ chức một giải bóng đá thường niên. Giải đấu cũng là tiếp nối giải Tân Ninh Open.
Bên cạnh những giải bóng đá thì đầu xuân cũng là dịp để những cầu thủ bóng chuyền được ra sân ở giải vô địch bóng chuyền Tân Thủy.

### Tham gia Lễ hội đua, bơi thuyền truyền thống trênSông Kiến Giang
Năm 2019, xã Tân Thuỷ lần đầu tiên có đò bơi tham gia Lễ hội đua, bơi thuyền truyền thống trên sông Kiến Giang và giành giải nhất đò bơi hạng Nam A với thành tích 86 phút 15 giây. Lễ hội đua, bơi thuyền truyền thống trên sông Kiến Giang năm 2019 có 25 đò bơi nam được chia thành 2 hạng. Trong đó, hạng A có 13 đò và hạng B có 12 đò; thuyền đua nữ gồm 8 đội tham gia
Sau 02 năm (2020 và 2021) lễ hội phải tạm ngừng do dịch bệnh, năm 2022 đò bơi Tân Thuỷ tiếp tục tham gia lễ hội với vị trí ứng cử viên cho giải nhất và đứng đầu bảng 2 vòng loại ngày 30/08/2022 nhưng ở vòng chung kết hạng Nam A thì đò bơi của Tân Thuỷ đã xảy ra va chạm và bị chìm đò. Chung cuộc, đò bơi Tân Thuỷ xếp thứ 12 hạng Nam A. Lễ hội năm 2022 có sự tham gia của 24 thuyền bơi đến từ các xã Lộc Thủy, An Thủy, Phong Thủy, Xuân Thủy, Liên Thủy, Mai Thủy, Phú Thủy, Mỹ Thủy, Sơn Thủy, Tân Thủy và thị trấn Kiến Giang với sự góp mặt của hơn 1.000 vận động viên nam, nữ.
Năm 2023, Đò bơi Tân Thuỷ rút ra được nhiều kinh nghiệm từ thất bại năm trước và trở lại mạnh mẽ, tiếp tục thể hiện sức mạnh của ứng cử viên giải nhất khi về nhì bảng 1 vòng loại ngày 25/08/2023 và ở vòng chung kết hạng Nam A diễn ra vào ngày 2/9/2023, đò bơi Tân Thuỷ bứt phá, vượt qua các ứng cử viên nặng ký khác là đò bơi An Xá, đò bơi Phú Thuỷ để về đích ở vị trí thứ nhất với thành tích 85 phút 32 giây. Lễ hội đua, bơi thuyền truyền thống trên sông Kiến Giang năm 2023 có sự tham gia của 24 thuyền bơi nam và 10 thuyền đua nữ với gần 1.300 vận động viên được tuyển chọn từ khắp các làng quê trên địa bàn huyện. Đối với thuyền bơi nam, được chia thành 2 hạng. Trong đó, hạng A có 12 thuyền bơi và hạng B có 12 thuyền bơi. Các thuyền bơi nam tranh tài với cự ly gần 24 km, các thuyền đua nữ tranh tài với cự ly 18 km.

## Văn hóa và đời sống nhân dân
Ở xã Tân Thủy, nói về độ giàu có và phát triển nhất thì đó là thôn Tân Ninh, mà chính xác hơn là Ngã Ba Tân Ninh (được gọi vui là thôn thứ 13 với cái tên thôn Tân Tiến). Nếu như Ngã Ba Tân Ninh này tách ra khỏi Tân Ninh thì họ cũng sẽ đủ sức để cạnh tranh về thương mại, kinh tế với tất cả các thôn khác.
Cả thôn Tân Ninh nói chung thì họ được xem là trung tâm kinh tế của toàn xã, từ đồng lúa, đồng sắn, khoai cho đến những con sông dài màu mỡ.
Thôn Tân Ninh rất rộng, rộng nhất xã, nhất là vùng Xóm Quèn, vùng này trải dài bao chứa cả những cánh đồng lúa trù phú của toàn xã, chạy dọc từ biên giới giáp xã Hưng Thủy, giáp thôn Tân Thái, Tân Lạc. Bên cạnh đó, ở khu dân cư có cánh đồng trồng sắn dài bát ngát, chiều chiều những đứa trẻ chơi bi, chơi địu (thun), đá bóng rất vui vẻ rộn ràng :))

## Hình ảnh

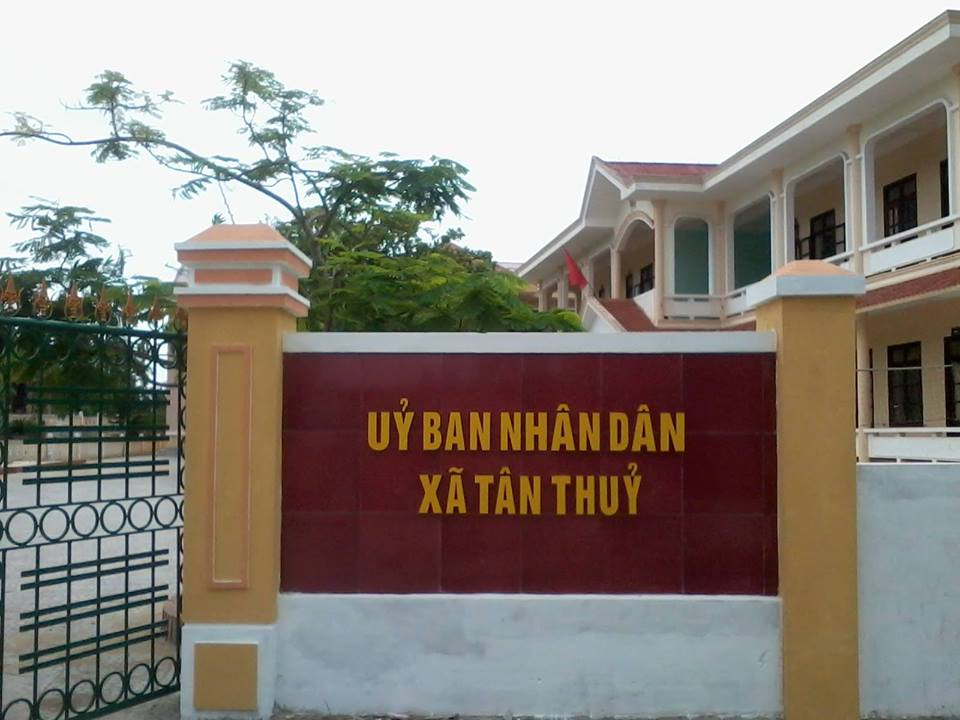
Trụ sở UBND xã Tân Thủy
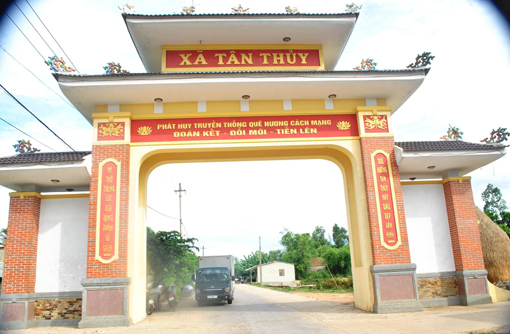
Cổng chào xã Tân Thủy
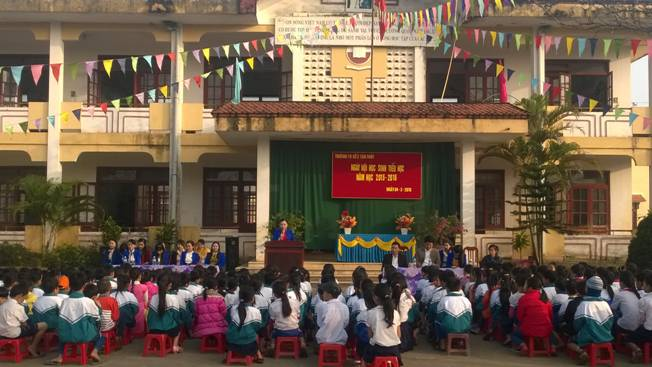
Buổi chào cờ tại trường TH số 2 Tân Thủy
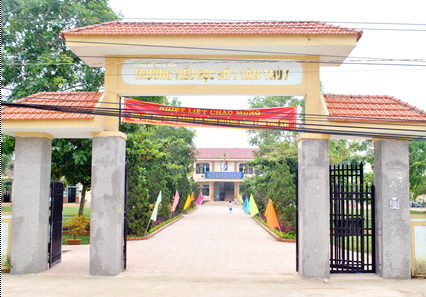
Trường TH số 1 Tân Thủy
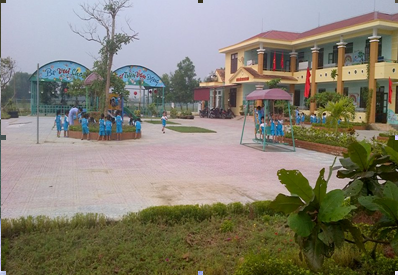
Trường Mầm non xã Tân Thủy tại thôn Tân Lạc
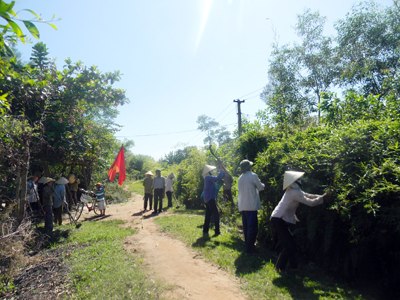
Làm đường ở thôn Tân Bằng
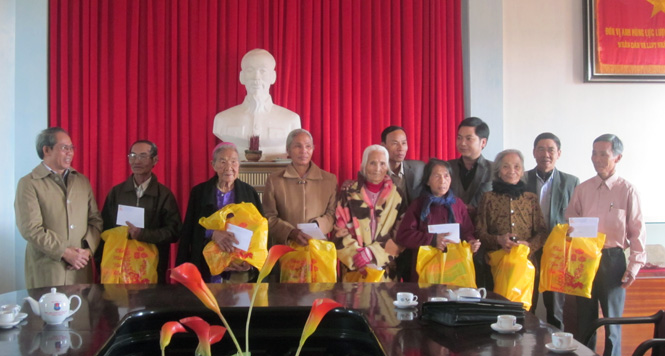
Đảng bộ trao quà Tết cho người cao tuổi xã
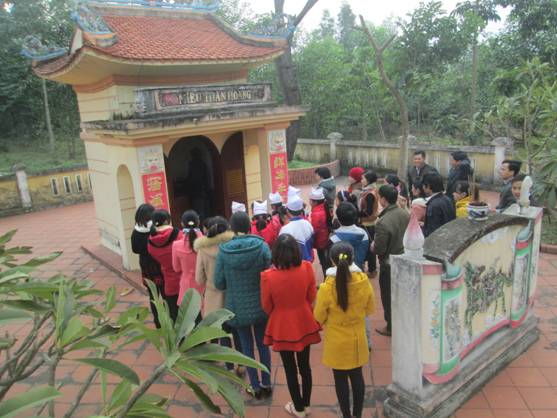
Miếu Thành Hoàng
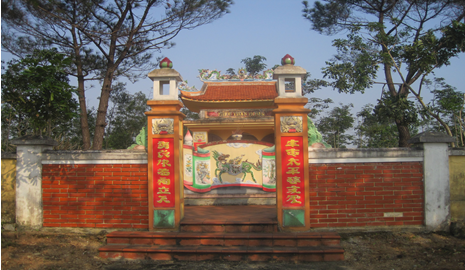
Miếu Thành Hoàng - nơi thành lập chi bộ Mỹ Trung
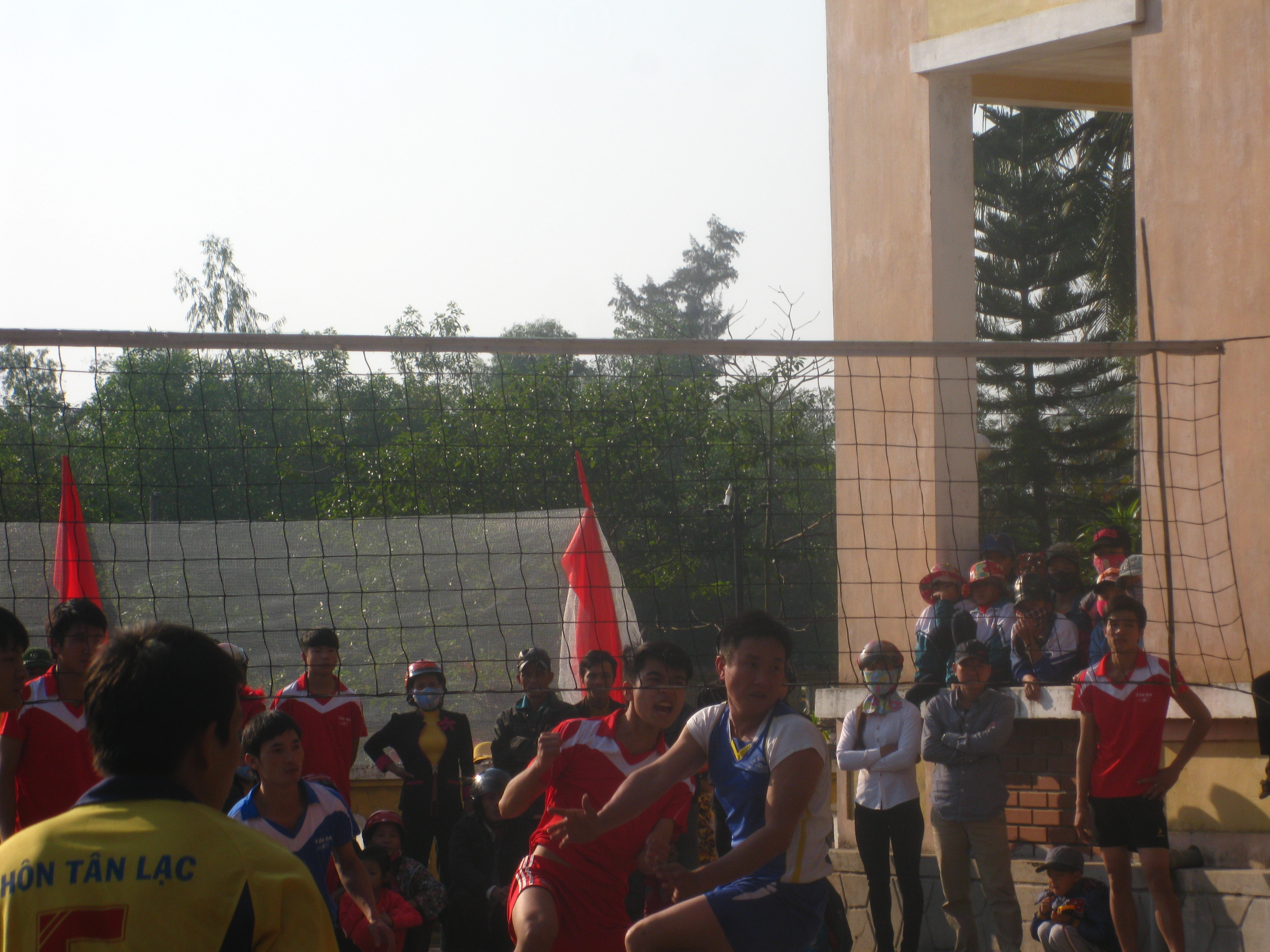
Giải bóng chuyền Nam xã Tân Thủy
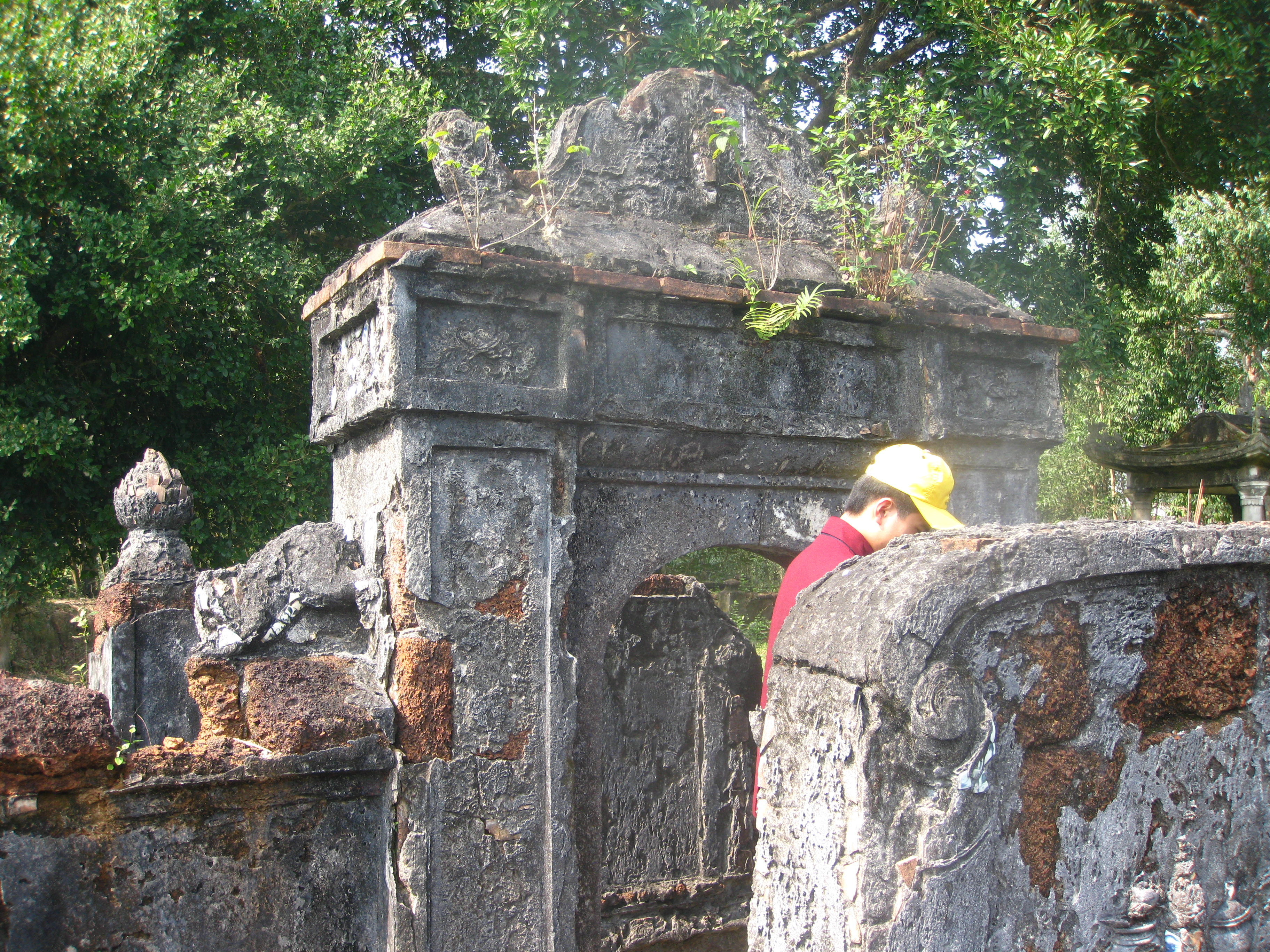
Lăng mộ Hùng Binh Đại tướng Quân thời Hậu Lê
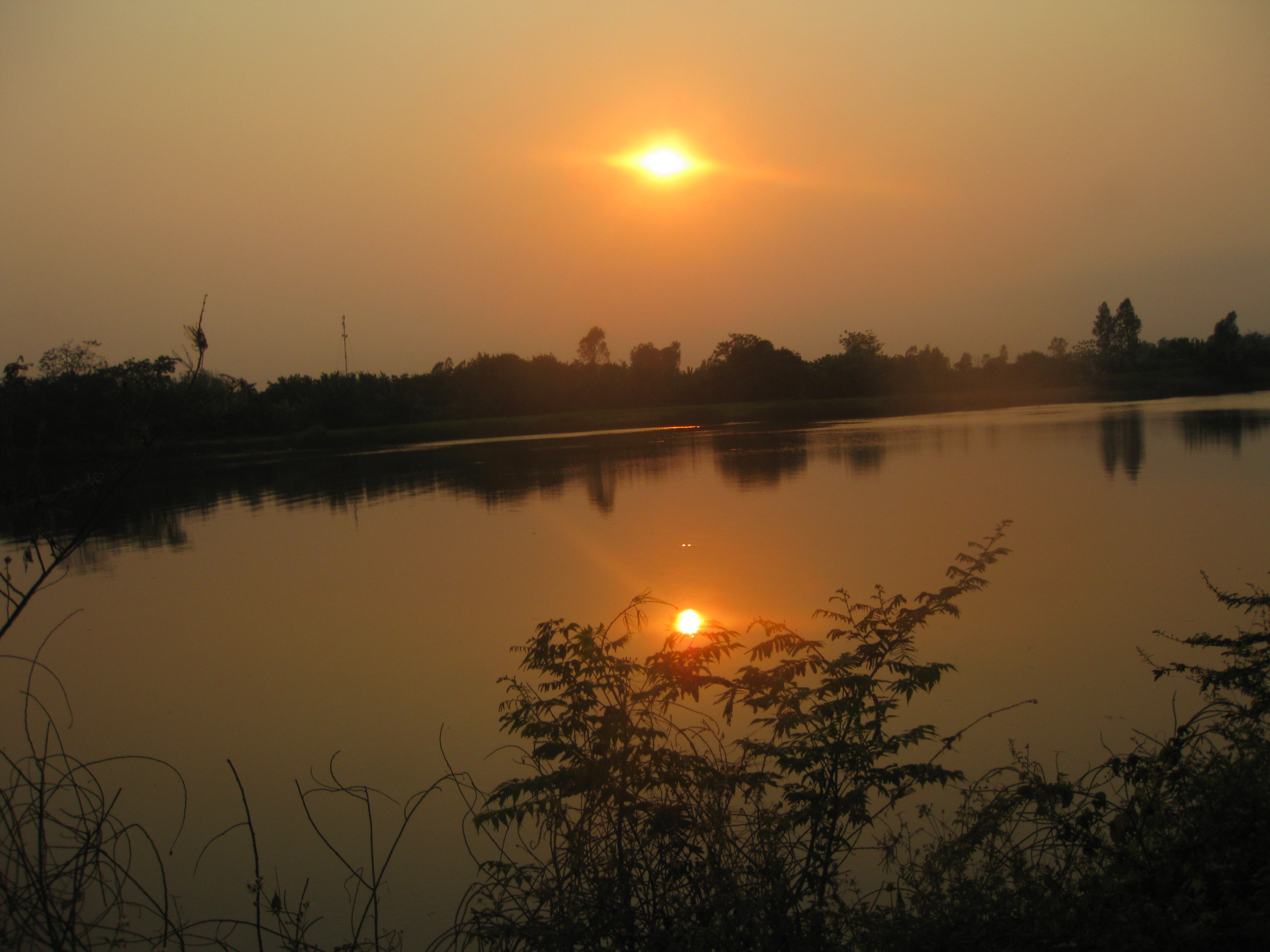
Sông Đâu Giang